# Pic del Bernat Salvatge
|  | Per a altres significats, vegeu «Bernat Salvatge». |

El Pic del Bernat Salvatge és una muntanya de 2.419,2 metres d'altitud del límit entre les comunes catalana de Mosset, de la comarca del Conflent, a la Catalunya del Nord, i occitanes del Bosquet i de Conòsol, tots dues del País de Sault, al Llenguadoc - País de Foix.
És a prop de l'extrem sud-oest del terme de Mosset, al nord-est del Madres, a la Serra de Madres.
És un destí freqüent en les excursions d'aquest racó dels Pirineus.